# Daniella Monet
Daniella Monet, née le 1er mars 1989 à West Hills en Californie, est une actrice, chanteuse et entrepreneuse américaine.

## Biographie
Daniella Monet, de son nom entier Daniella Monet Zuvic, naît le 1er mars 1989 à West Hills en Californie. Elle a des origines chilienne et croate de la part de son père et italienne de la part de sa mère. Daniella Monet à un petit frère prénommé Mario (né en 1993).

## Carrière
Elle commence sa carrière en tournant pour des publicités à l'âge de sept ans. En 1997, elle apparait dans un épisode de Pacific Blue. En 2003, elle joue des rôles récurrents à la télévision (American Dreams et 8 Simple Rules). Elle joue également en guest star le rôle de Rebecca, l'ex-petite-amie de Chase, dans Zoé. En 2006, elle apparait dans le film Nancy Drew et dans la comédie Taking 5. À partir de 2010, elle joue dans Victorious le rôle de Trina Vega, la grande sœur de Tori Vega, jouée par Victoria Justice.
En janvier 2019, elle co-crée avec l'actrice irlandaise Evanna Lynch, une box mensuelle de produits de beauté véganes respectueux de l'environnement, la Kinder Beauty Box,. Cette boîte a pour but de soutenir la cause anti-cruauté animale dans les produits cosmétiques.

## Lutte pour les droits des animaux et véganisme
Elle devient végétarienne à l'âge de cinq ans après avoir visité un ranch avec sa famille et avoir aperçu un rodéo. Ce n'est qu'au lycée que Daniella Monet est devenue complètement végan et ne cesse de le revendiquer en défendant des causes animales depuis.
Elle est nommée ambassadrice de l'association PETA, dont l'objet est de défendre les droits des animaux, et s'associe notamment à eux contre la consommation de fruits de mer. Daniella a également plaidé pour la fermeture de l'industrie laitière après avoir comparé sa grossesse à la grossesse forcée de vaches. 
L'actrice est également à la tête de l'association MO4PAWS, une organisation de sauvetage et d'adoption d'animaux à but non lucratif basée en Californie. Elle est notamment la responsable de la notoriété de la marque et supervise les initiatives de promotion du bien-être animal et du développement stratégique de la marque.

## Vie privée
En décembre 2017, Daniella Monet se fiance à Andrew Gardner après 7 ans de relation. 
En avril 2019, le couple annonce qu'ils attendent leur premier enfant. Le 29 septembre 2019, ils accueillent un garçon prénommé Gio James Gardner. Le 25 septembre 2020, le couple annonce qui'ils attendent leur deuxième enfant. Le 12 février 2021, ils accueillent une fille prénommée Ivry Monet Gardner.

## Filmographie

### Cinéma
- 1999 : La jeune fille et le milliardaire (Follow Your Heart) de Lorenzo Doumani : Angie LaRocca jeune
- 2006 : Evil Twins (Simon Says) de William Dear : Sarah
- 2007 : Otages de mon cœur (es) (Taking Five) de Andrew Waller : Gabby Ann Davis
- 2007 : Nancy Drew de Andrew Fleming : Inga Veinshtein
- 2011 : Here's the Kicker de Chris Harris : Lacey Matthews
- 2014 : Untitled Forever Young de Victor Thomas Di Tommaso : Danielle
- 2020 : Aloha Surf Hotel de Stefan C. Schaefer et Fairai Richmond : une babymooner
- 2021 : Six Feet Apart de Jessa Zarubica

### Télévision

#### Téléfilms
- 2011 : Mes parrains sont magiques, le film : Grandis Timmy (A Fairly Odd Movie, Grow Up, Timmy Turner!) de Savage Steve Holland : Tootie
- 2011 : Fred 2: Night of the Living Fred (en) de John Fortenberry : Bertha
- 2012 : Fred 3: Camp Fred (en) de Jonathan Judge : Bertha
- 2012 : Mes parrains fêtent Noël de Savage Steve Holland : Tootie
- 2014 : Mes parrains sont magiques: Aloha! (en) de Savage Steve Holland : Tootie
- 2015 : L'Appel du devoir (When Duty Calls) de Bradford May : Ellie Skopic
- 2016 : Beauty School de Emily McGregor : Aura
- 2017 : Nickelodeon Sizzling Summer Camp Special de Jonathan Judge : Big Hand

#### Séries télévisées
- 1997 : Pacific Blue de Bill Nuss : Corey à 8 ans (saison 3, épisode 13)
- 2003 : Mes plus belles années (American Dreams) de Jonathan Prince : Joyce Fitzsimmons (saison 1, épisodes 14, 19 et 22)
- 2003 : Une famille presque parfaite (Still Standing) de Diane Burroughs et Joey Gutierrez : Bethany (saison 2, épisode 1)
- 2003-2004 : Touche pas à mes filles (8 Simple Rules) de Tracy Gamble : Missy Kleinfeld (rôle récurrent - 4 épisodes)
- 2004 : The Bernie Mac Show de Larry Wilmore : Karen (saison 3, épisode 21)
- 2004-2005 : Listen Up! (en) de Jeff Martin : Megan Kleinman (rôle principal - 22 épisodes)
- 2006-2007 : Zoé de Dan Schneider : Rebecca Martin (saison 3, épisodes 1, 2 et 9)
- 2008 : Miss Guided (en) de Carole Williams : Meredith Ritter (saison 1, épisode 3)
- 2008 : La Vie de palace de Zack et Cody (The Suit Life of Zack and Cody) de Danny Kallis et Jim Geoghan : Dana (saison 3, épisode 19)
- 2009 : United States of Tara de Diablo Cody : Paige (saison 1, épisode 2)
- 2010-2011 : ICarly de Dan Schneider : Une fille populaire / Trina Vega (épisode crossover : ICarly et Victorious : Le face à face)
- 2010-2013 : Victorious de Dan Schneider : Trina Vega (rôle principal - 56 épisodes)
- 2011 : Supah Ninjas de Leo Chu et Eric Garcia : Clarissa (saison 1, épisode 13)
- 2012 : Fred: The Show (en) de Lucas Cruikshank : Bertha (rôle récurrent - 6 épisodes)
- 2013 : Melissa and Joey de David Kendall (en) et Bob Young : Ashley (saison 3, épisode 10)
- 2013 : Sketchy de Corey Moss et Zack Kahn : Amy (saison 3, épisode 8)
- 2014 : See Dad Run de Michael Jacobs et Patrick Labyorteaux : Tracey McFee (saison 3, épisodes 11 et 12)
- 2016-2017 : Baby Daddy de Dan Berendsen (en) : Sam Saffe (rôle récurrent - saison 5 ; 9 épisodes / invité - saison 6, épisode 5)
- 2019 : Cousins pour la vie (Cousins for Life) de Kevin Kopelow et Heath Seifert : Denise (saison 1, épisodes 13 et 19)

### Doublage
- 2011-2012 : Winx Club de Iginio Straffi : Mitzi (voix original - 6 épisodes)
- 2014 : Turbo FAST de Chris Prynoski et David Soren : Princesse (voix originale - saison 1, épisode 23)

### Publicité
- 2015 : Pour la marque Fuze Tea - “Ice Tea” Feat. Mr. T

## Clips vidéos

### PourVictorious
- 2010 : Freak the Freak Out
- 2011 : Beggin' on Your Knees
- 2011 : All I Want Is Everything

### Apparition
- 2018 : Thank U, Next de Ariana Grande : une cheerleader

## Discographie

### Singles
- 2015 : You Haven't Seen The Best Of Me
- 2016 : Unreachable

### PourNickelodeon
- 2011 : Victorious (Music from the Hit TV Show) (3 chansons)
- 2011 : Mes parrains sont magiques, le film : Grandis Timmy (Lookin' Like Magic feat Drake Bell)
- 2012 : Victorious 2.0: More Music from the Hit TV Show (3 chansons)
- 2012 : Mes parrains fêtent Noël (Wishful Thinking feat Drake Bell)

## Voix françaises
En France, Caroline Pascal est la voix française régulière de Daniella Monet.
- Caroline Pascal dans :
  - Victorious (série télévisée)
  - iCarly (série télévisée)
  - Mes parrains sont magiques, le film : Grandis Timmy (téléfilm)
  - Mes parrains fêtent Noël (téléfilm)
  - Mes parrains sont magiques, le film : Aloha! (téléfilm)

Et aussi
- Sophie Gubri dans Mes plus belles années (série télévisée)
- Patricia Legrand dans Touche pas à mes filles (série télévisée)
- Caroline Mozzone dans Zoé (série télévisée)
- Camille Ravel dans Nancy Drew